# قراز أحمر المنقار
 قراز أحمر المنقار (الاسم العلمي:Crax blumenbachii) هو نوع من الطيور يتبع جنس القراز من فصيلة القرازية.